# Puchar Ekstraklasy 2007/2008 /Grupa A
PUCHAR EKSTRAKLASY 2007/2008
GRUPA A -

## Tabela
| Drużyna                       | Pkt | M | Z | R | P | Br+ | Br- | +/- |
| ----------------------------- | --- | - | - | - | - | --- | --- | --- |
| Legia Warszawa                | 12  | 6 | 3 | 3 | 0 | 7   | 3   | +4  |
| Groclin Grodzisk Wielkopolski | 9   | 6 | 2 | 3 | 1 | 8   | 7   | +1  |
| Ruch Chorzów                  | 8   | 6 | 2 | 2 | 2 | 7   | 6   | +1  |
| ŁKS Łódź                      | 2   | 6 | 0 | 2 | 4 | 5   | 11  | -6  |

## Wyniki
| 18 września 2007 | Groclin Grodzisk Wielkopolski | 0:0 | ŁKS Łódź |  |
|                  |                               |     |          |  |

| 19 września 2007 | Legia Warszawa | 0:0 | Ruch Chorzów |  |
|                  |                |     |              |  |

| 2 października 2007 | Ruch Chorzów · Mikulėnas 25' 41' | 2:0 | Groclin Grodzisk Wielkopolski |  |
|                     |                                  |     |                               |  |

| 14 października 2007 | ŁKS Łódź | 0:1 | Legia Warszawa · Wysocki 21' |  |
|                      |          |     |                              |  |

| 23 października 2007 | ŁKS Łódź · Trałka 88' | 1:3 | Ruch Chorzów · Lilo 5' · Osiński 19' · Bonk 71' |  |
|                      |                       |     |                                                 |  |

| 24 października 2007 | Groclin Grodzisk Wielkopolski · Ḱumbew 17' · Rocki 23' · Babnič 43' | 3:3 | Legia Warszawa · B. Grzelak 2' 64' (k) 79' |  |
|                      |                                                                     |     |                                            |  |

| 15 listopada 2007 | Legia Warszawa | 0:0 | Groclin Grodzisk Wielkopolski |  |
|                   |                |     |                               |  |

| 20 listopada 2007 | Ruch Chorzów · Mikulėnas 11' · Domżalski 16' | 2:2 | ŁKS Łódź · M. Sikora 41' · Mikulėnas 64' (o.g.) |  |
|                   |                                              |     |                                                 |  |

| 27 listopada 2007 | ŁKS Łódź · Arifović 1' · M. Sikora 8' | 2:3 | Groclin Grodzisk Wielkopolski · Jackiewicz 17' 51' · Telichowski 53' |  |
|                   |                                       |     |                                                                      |  |

| 27 listopada 2007 | Ruch Chorzów | 0:1 | Legia Warszawa · B. Grzelak 63' (k) |  |
|                   |              |     |                                     |  |

| 4 grudnia 2007 | Groclin Grodzisk Wielkopolski · Jodłowiec 6' · Iwanowski 65' | 2:0 | Ruch Chorzów |  |
|                |                                                              |     |              |  |

| 4 grudnia 2007 | Legia Warszawa · M. Burkhardt 76' (k) · Trochim 90' | 2:0 | ŁKS Łódź |  |
|                |                                                     |     |          |  |